# Namibia Premier League
Namibia Premier League (NPL) (także MTC Namibia Premier League) to ligowe rozgrywki klubowe w piłce nożnej w Namibii. Liga została założona w 1987, a jej pierwszym mistrzem został zespół Benfica Tsumeb z miasta Tsumeb. Najwięcej razy mistrzem ligi została drużyna Black Africa Windhuk, która dziesięciokrotnie sięgała po prymat.  W 2021 zastąpiona została przez Namibia Premier Football League.

## Mistrzowie kraju
- 1987 - Benfica Tsumeb
- 1988 - Blue Waters Walvis Bay
- 1989 - Black Africa Windhuk
- 1990 - Orlando Pirates Windhuk
- 1991 - Eleven Arrows Walvis Bay
- 1992 - Ramblers Windhuk
- 1993 - Chief Santos Tsumeb
- 1994 - Black Africa Windhuk
- 1995 - Black Africa Windhuk
- 1996 - Blue Waters Walvis Bay
- 1997 - nie rozgrywano
- 1998 - Black Africa Windhuk
- 1999 - Black Africa Windhuk
- 2000 - Blue Waters Walvis Bay
- 2001/02 - Liverpool Okahandja
- 2002/03 - Chief Santos Tsumeb
- 2003/04 - Blue Waters Walvis Bay
- 2004/05 - Civics FC Windhuk
- 2005/06 - Civics FC Windhuk
- 2006/07 - Civics FC Windhuk
- 2007/08 - Orlando Pirates Windhuk
- 2008/09 - African Stars FC
- 2009/10 - African Stars FC
- 2010/11 - Black Africa Windhuk
- 2011/12 - Black Africa Windhuk
- 2012/13 - Black Africa Windhuk
- 2013/14 - Black Africa Windhuk
- 2014/15 - African Stars FC
- 2015/16 - Tigers Windhuk
- 2016/17 - nie rozgrywano
- 2017/18 - African Stars FC
- 2018/19 - Black Africa Windhuk

## Tytuły mistrzowskie według klubu
| Klub                     | Miasto     | Ilość tytułów |
| ------------------------ | ---------- | ------------- |
| Black Africa Windhuk     | Windhuk    | 10            |
| African Stars FC         | Windhuk    | 4             |
| Blue Waters Walvis Bay   | Walvis Bay | 4             |
| Civics FC Windhuk        | Windhuk    | 3             |
| Chief Santos Tsumeb      | Tsumeb     | 2             |
| Orlando Pirates Windhuk  | Windhuk    | 2             |
| Tigers Windhuk           | Windhuk    | 1             |
| Benfica Tsumeb           | Tsumeb     | 1             |
| Eleven Arrows Walvis Bay | Walvis Bay | 1             |
| Liverpool Okahandja      | Okahandja  | 1             |
| Ramblers Windhuk         | Windhuk    | 1             |